# カンポザーノ
カンポザーノ（イタリア語: Camposano）は、イタリア共和国カンパニア州ナポリ県にある、人口約5,300人の基礎自治体（コムーネ）。

## 地理

### 位置・広がり
ナポリ県北東部のコムーネ。県都ナポリから東北東へ25kmの距離にある。

#### 隣接コムーネ
隣接するコムーネは以下の通り。
- チッチャーノ
- チミティーレ
- コミツィアーノ
- ノーラ